# الفاش (ذي السفال)

تعديل مصدري - تعديل

الفاش هي إحدى قرى عزلة العنسيين بمديرية ذي السفال التابعة لمحافظة إب، بلغ تعداد سكانها 2907 نسمة حسب تعداد اليمن لعام 2004.